# Hard-edge painting

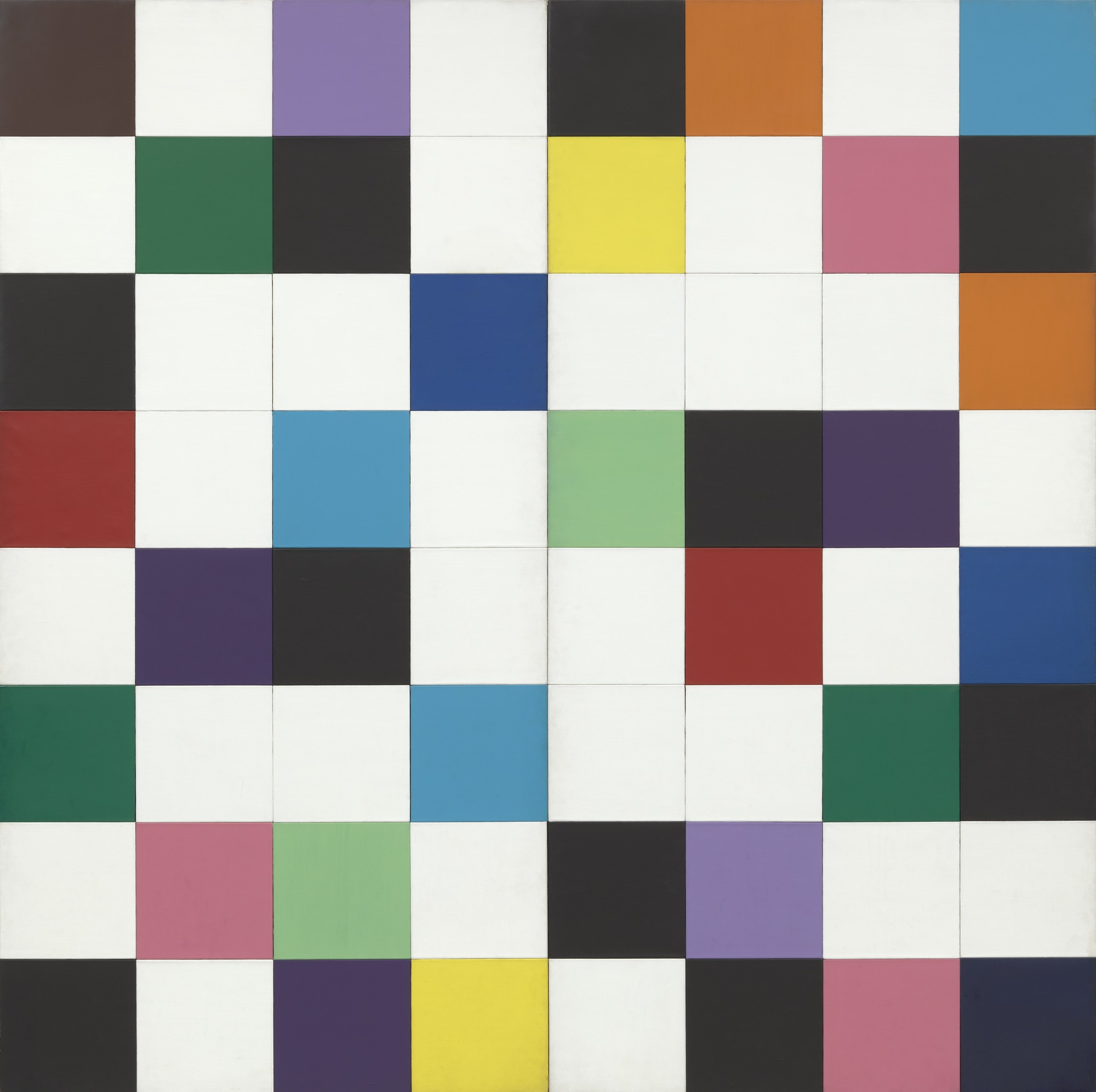
Obraz Ellswortha Kelly'ego (1951), przykład malarstwa ostrych krawędzi

Hard-edge painting (malarstwo ostrych krawędzi) – kierunek w malarstwie II poł. XX wieku, bazujący na ostrych konturach, przechodzących między kolorowymi plamami, w jednej lub w kontrastowej tonacji. Obrazy często składały się z elementów geometrycznych.

## Historia
Kierunek ten jest pokrewny z abstrakcją geometryczną, op-artem i color field painting. Termin został pierwszy raz użyty w 1959 roku przez pisarza, kustosza i krytyka Los Angeles Times – Julesa Langsnera, dla określenia prac artystów z Kalifornii. Malarze, widząc rosnącą popularność abstrakcyjnego ekspresjonizmu, rozwinęli bezosobowe malarstwo jednak w przeciwieństwie do jego form, zakreślali powierzchnie płótna, wypełniając je kolorami, charakteryzującymi się ostrością i jasnością. Wydarzenie to przyczyniło się do powstania centrum twórczości Hard-edge painting w Kalifornii od roku 1960.  
Mimo iż kierunek ten zrzeszał wiele szkół, posiadał swój charakterystyczny styl. 
Innym, wcześniejszym stylem, któremu udało się usamodzielnić i osiągnąć wysoki poziom był formalizm.
Hard-edge painting był również figuratywnym nurtem obok neoimpresjonizmu. Jednak przede wszystkim, swoje inspiracje czerpie z abstrakcjonizmu geometrycznego, szczególnie z wczesnych prac awangardowych artystów, Pieta Mondriana i Josefa Albersa. W roku 1950 Langsner i Peter Selz – profesor Claremont Colleges – zaczęli obserwować malarstwo Johna McLaughlina, Lorsera Feitelsona i jego żony Helen Lundenberg, Karla Benjamina oraz Fredericka Hammersleya. Wszyscy należeli do grupy artystycznej, zbierającej się w domu Feitelsona i planującej grupową wystawę malarstwa niefiguratywnego. Czwórka klasyków abstrakcjonizmu otworzyła wystawę w 1959 roku w  Los Angeles County Museum of Art. Helen Lundenberg została z niej wykluczona. Jej malarstwo zaistniało później, na objazdowej wystawie zwanej "The birth of the cool" wraz z pokazami filmu, muzyki i dizajnu. Czwórka Klasyków Abstrakcjonizmu została nazwana przez Lawrence'a Allowaya California Hard-edge.

## Przedstawiciele Hard-Edge painting
Inni artyści związani z nurtem Hard-Edge Painting: Richard Anuszkiewicz, Victor Vasarely, Bridget Riley, John Plumb, Max Bill, Richard Paul Lohse, David Simpson, Barnett Newman, Nassos Daphnis, Agnes Martin, Myron Stout, Al Held, Ludwig Sander, Burgoyne Diller, Ellsworth Kelly, Alexander Liberman, Gene David, John Levee, Morris Louis, Larry Zox, Brice Marden, Ronald Davis, Ronnie Landfield, Larry Poons, Charles Hinman, Sven Lukin, Leo Valledor, David Diao, Pat Lipsky, Kenneth Noland, Neil Williams, David Novros, Ad Reinhardt, Frank Stella, Leon Polk Smith, Sean Scully, Peter Halley, Mária Balážová, Robert Indiana i Jack Youngerman.